# Atak na parlament Armenii
Zamach na parlament w Armenii – zamach terrorystyczny przeprowadzony w armeńskim parlamencie 27 października 1999 roku w stolicy Armenii – Erywaniu. W wyniku ataku dokonanego przez pięciu mężczyzn śmierć poniosło ośmiu urzędników państwowych. Zabity został między innymi premier Wazgen Sarkisjan oraz przewodniczący parlamentu – Karen Demirczian. Strzelanina przyczyniła się do licznych zmian politycznych w kraju oraz stała się obiektem wielu teorii spiskowych.

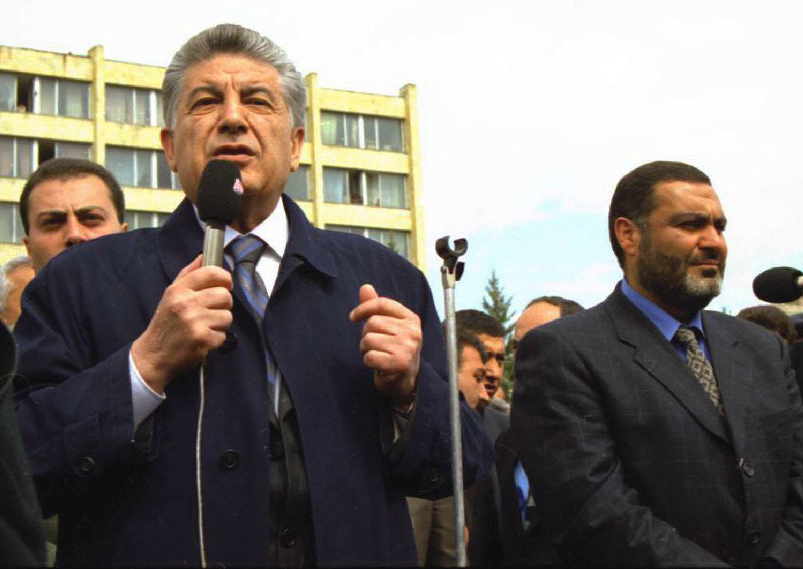
Karen Demirczian (po lewej) oraz Wazgen Sarkisjan (po prawej) w maju 1999 roku.

Zamach został przeprowadzony przez członków Armeńskiej Federacji Rewolucyjnej. Brał w nim udział Nairi Hunanjan, jeden z liderów ruchu.

## Szczegóły ataku

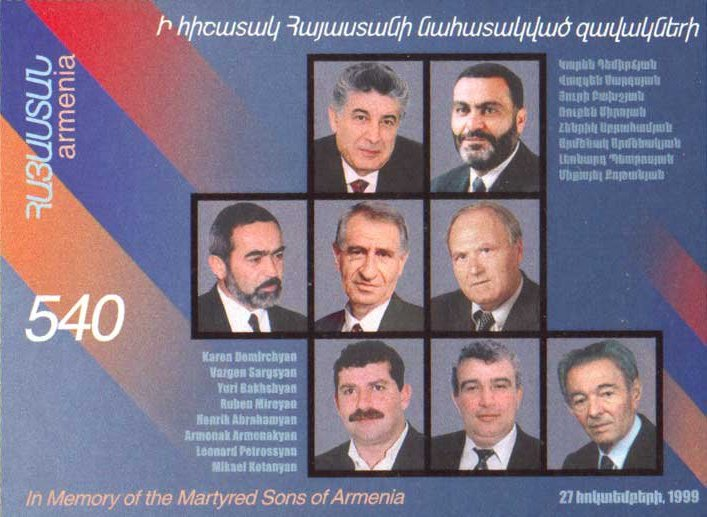
Kartka pocztowa z 2000 roku przedstawiająca ofiary zamachu.

Około 17:15 do budynku parlamentu Armenii wkroczyło pięciu mężczyzn uzbrojonych w AK-47. Broń mieli ukrytą pod płaszczami. Wtargnęli do sali obrad i rozpoczęli ostrzał zgromadzonych tam polityków, raniąc śmiertelnie osiem osób, w tym premiera Sarkisjana oraz przewodniczącego parlamentu Demirczjana. Łącznie rany odniosło trzydziestu ludzi.
Po zamachu do stolicy ściągnięte zostały oddziały policyjne. Operacji przewodził bezpośrednio ówczesny prezydent Armenii – Robert Koczarian. Zamachowcy zażądali helikoptera oraz czasu antenowego w państwowej telewizji w celu wygłoszenia manifestu politycznego. W budynku uwięzionych było około 50 zakładników. Po całonocnych negocjacjach prezydenta z terrorystami zgodzili się oni na uwolnienie zakładników i złożyli broń nad ranem. Główną przyczyną ustępstw zamachowców było to, że przez kilkanaście godzin nie osiągnęli oni żadnego znaczącego efektu. W międzyczasie siły zbrojne Armenii zablokowały wszystkie drogi prowadzące do miasta.

## Procesy
29 października cała piątka zamachowców została oskarżona o akt terrorystyczny. Dochodzenie prowadzone przez Gagika Dżangirjana zakończyło się 12 lipca 2000 roku. Wszyscy oskarżeni zostali skazani na dożywotnią karę pozbawienia wolności.
Dżangirjan wykazywał, że prezydent Koczarian był bezpośrednio powiązany z kręgiem terrorystów. Potwierdziły to zeznania Hunanjana, który przekonywał, że w zamach zaangażowany był szef administracji prezydenta. Winy jednak jednoznacznie nie stwierdzono.